# Ersalibuti
Der Ersalibuti (Ersali Buti, Ersali) ist ein osttimoresischer Ponor in der Gemeinde Ainaro. Der Ponor befindet sich an der Grenze zwischen der Aldeia Lientuto (Suco Aituto) und der Aldeia Aituto (Suco Mulo), etwa hundert Meter abseits der Überlandstraße von Maubisse nach Ainaro und etwa zwei Kilometer entfernt vom Fleixa-Pass.
Hier stürzt mit dem Wasserfall von Aituto einer der Quellflüsse des Belulik mehrere Meter steil herab in den im Durchmesser einige Metern großen Ponor, der einen kleinen See bildet.